# Euler-Maclaurinova formula
Euler-Maclaurinova formula je v matematiki formula za razliko med integralom in tesno povezano vsoto. Lahko se uporabi za izračun približkov integralov s končnimi vsotami, ali obratno za ocenitev končnih vsot in neskončnih vrst s pomočjo integralov in orodij infinitezimalnega računa. Veliko asimptotičnih razširitev je na primer izpeljanih iz nje, Faulhaberjeva formula za vsoto potenc pa je njena neposredna posledica.
Formulo sta neodvisno odkrila Leonhard Euler in Colin Maclaurin okoli leta 1735. Euler jo je potreboval pri izračunavanju počasi konvergirajoče neskončne vrste, Maclaurin pa jo je uporabil pri računanju integralov. Kasneje je dobila posplošitev kot Darbouxjeva formula.

## Definicija
Če sta {\displaystyle m\!\,} in {\displaystyle n\!\,} naravni števili,  {\displaystyle f(x)\!\,} pa kompleksna ali realna zvezna funkcija za realna števila {\displaystyle x\!\,} na intervalu {\displaystyle [m,n]\!\,}, se lahko integral:
{\displaystyle I=\int _{m}^{n}f(x)\,\mathrm {d} x\!\,}
zapiše kot približek z vsoto (ali obratno):
{\displaystyle S=f(m+1)+\cdots +f(n-1)+f(n)\!\,.}
(glej metoda pravokotnikov). Euler-Maclaurinova formula zagotavlja izraze za razliko med vsoto in integralom z odvodi višjih redov {\displaystyle f^{(k)}(x)\!\,}, izračunanih v končnih točkah intervala, torej kadar je {\displaystyle x=m\!\,} in {\displaystyle x=n\!\,}.
Eksplicitno za pozitivno celo število {\displaystyle p\!\,} in funkcijo {\displaystyle f(x)}, ki je {\displaystyle p\!\,}-krat odvedljiva na intervalu {\displaystyle [m,n]\!\,}, velja:
{\displaystyle S-I=\sum _{k=1}^{p}{{\frac {B_{k}}{k!}}(f^{(k-1)}(n)-f^{(k-1)}(m))}+R_{p}\!\,,}
kjer je {\displaystyle B_{k}\!\,} {\displaystyle k\!\,}-to Bernoullijevo število (kjer velja {\displaystyle B_{1}=1/2\!\,}), {\displaystyle R_{p}\!\,} pa je člen napake, ki je odvisen od {\displaystyle n\!\,}, {\displaystyle m\!\,}, {\displaystyle p\!\,} in {\displaystyle f\!\,}, ter je običajno majhen za ustrezne vrednosti {\displaystyle p\!\,}.
Formula se pogosto zapiše le z indeksi s sodimi vrednostmi, saj so Bernoullijeva števila enaka 0 razen za {\displaystyle B_{1}\!\,}. V tem primeru velja 
{\displaystyle \sum _{i=m}^{n}f(i)=\int _{m}^{n}f(x)\,\mathrm {d} x+{\frac {f(n)+f(m)}{2}}+\sum _{k=1}^{\lfloor p/2\rfloor }{\frac {B_{2k}}{(2k)!}}(f^{(2k-1)}(n)-f^{(2k-1)}(m))+R_{p}\!\,,}
ali drugače:
{\displaystyle \sum _{i=m+1}^{n}f(i)=\int _{m}^{n}f(x)\,\mathrm {d} x+{\frac {f(n)-f(m)}{2}}+\sum _{k=1}^{\lfloor p/2\rfloor }{\frac {B_{2k}}{(2k)!}}(f^{(2k-1)}(n)-f^{(2k-1)}(m))+R_{p}\!\,.}

### Člen ostanka
Člen ostanka se pojavi, ker integral po navadi ni točno enak vsoti. Formula se lahko izpelje s ponavljajočo se integracijo po delih na zaporednih intervalih {\displaystyle [r,r+1]\!\,} za {\displaystyle r=m,m+1,\ldots ,n-1\!\,}. Mejni členi v teh integriranjih vodi do glavnih členov formule, preostali integrali pa tvorijo člen ostanka.
Člen ostanka ima točni izraz v obliki periodizirajočih Bernoullijevih funkcijah {\displaystyle P_{k}(x)\!\,}. Bernoullijevi polinomi se lahko definirajo rekurzivno z {\displaystyle B_{0}(x)=1\!\,} in za {\displaystyle k\geq 1\!\,} velja:
{\displaystyle {\begin{aligned}B_{k}'(x)&=kB_{k-1}(x),\\\int _{0}^{1}B_{k}(x)\,\mathrm {d} x&=0\!\,.\end{aligned}}}
Periodizirajoče Bernoullijeve funkcije so določene kot:
{\displaystyle P_{k}(x)=B_{k}(x-\lfloor x\rfloor )\!\,,}
kjer {\displaystyle \lfloor x\rfloor \!\,} označuje največje celo število manjše ali enako {\displaystyle x\!\,} (tako da {\displaystyle x-\lfloor x\rfloor \!\,} vedno leži na intervalu {\displaystyle [0,1)\!\,}).
V takem zapisu je člen ostanka enak:
{\displaystyle R_{p}=(-1)^{p+1}\int _{m}^{n}f^{(p)}(x){\frac {P_{p}(x)}{p!}}\,\mathrm {d} x\!\,.}
Ko je {\displaystyle k>0\!\,}, se lahko pokaže, da velja:
{\displaystyle |B_{k}(x)|\leq {\frac {2\cdot k!}{(2\pi )^{k}}}\zeta (k)\!\,,}
kjer {\displaystyle \zeta \!\,} označuje Riemannovo funkcijo zeta. En pristop za dokaz te neenakosti je določitev Fourierove vrste za polinome {\displaystyle B_{k}(x)\!\,}. Meja se doseže za sode {\displaystyle k\!\,}, ko je {\displaystyle x\!\,} enak nič. Člen {\displaystyle \zeta (k)\!\,} se lahko izpusti za lihe {\displaystyle k\!\,}, vendar je dokaz v tem primeru bolj zapleten (glej Lehmer). S pomočjo te neenakosti se lahko velikost člena ostanka oceni z:
{\displaystyle |R_{p}|\leq {\frac {2\zeta (p)}{(2\pi )^{p}}}\int _{m}^{n}|f^{(p)}(x)|\,\mathrm {d} \!\,x.}

### Primeri z nizkimi redi
Bernoullijeva števila od {\displaystyle B_{1}\!\,} do {\displaystyle B_{7}\!\,} so {\displaystyle {\tfrac {1}{2}},{\tfrac {1}{6}},0,-{\tfrac {1}{30}},0,{\tfrac {1}{42}},0\!\,}. Primeri Euler-Maclaurinove formule za nizke rede so:
{\displaystyle {\begin{aligned}\sum _{i=m}^{n}f(i)-\int _{m}^{n}f(x)\,\mathrm {d} x&={\frac {f(m)+f(n)}{2}}+\int _{m}^{n}f'(x)P_{1}(x)\,\mathrm {d} x\\&={\frac {f(m)+f(n)}{2}}+{\frac {1}{6}}{\frac {f'(n)-f'(m)}{2!}}-\int _{m}^{n}f''(x)P_{2}(x)\,\mathrm {d} x\\&={\frac {f(m)+f(n)}{2}}+{\frac {1}{6}}{\frac {f'(n)-f'(m)}{2!}}+\int _{m}^{n}f'''(x)P_{3}(x)\,\mathrm {d} x\\&={\frac {f(m)+f(n)}{2}}+{\frac {1}{6}}{\frac {f'(n)-f'(m)}{2!}}-{\frac {1}{30}}{\frac {f'''(n)-f'''(m)}{4!}}-\int _{m}^{n}f^{(4)}(x)P_{4}(x)\,\mathrm {d} x\\&={\frac {f(m)+f(n)}{2}}+{\frac {1}{6}}{\frac {f'(n)-f'(m)}{2!}}-{\frac {1}{30}}{\frac {f'''(n)-f'''(m)}{4!}}+\int _{m}^{n}f^{(5)}(x)P_{5}(x)\,\mathrm {d} x\\&={\frac {f(m)+f(n)}{2}}+{\frac {1}{6}}{\frac {f'(n)-f'(m)}{2!}}-{\frac {1}{30}}{\frac {f'''(n)-f'''(m)}{4!}}+{\frac {1}{42}}{\frac {f^{(5)}(n)-f^{(5)}(m)}{6!}}-\int _{m}^{n}f^{(6)}(x)P_{6}(x)\,\mathrm {d} x\\&={\frac {f(m)+f(n)}{2}}+{\frac {1}{6}}{\frac {f'(n)-f'(m)}{2!}}-{\frac {1}{30}}{\frac {f'''(n)-f'''(m)}{4!}}+{\frac {1}{42}}{\frac {f^{(5)}(n)-f^{(5)}(m)}{6!}}+\int _{m}^{n}f^{(7)}(x)P_{7}(x)\,\mathrm {d} x.\end{aligned}}}

## Uporabe

### Baselski problem
Baselski problem povprašuje po točni vrednosti vsote neskončne vrste obratnih vrednosti kvadratov naravnih števil:
{\displaystyle 1+{\frac {1}{4}}+{\frac {1}{9}}+{\frac {1}{16}}+{\frac {1}{25}}+\cdots =\sum _{n=1}^{\infty }{\frac {1}{n^{2}}}\!\,.}
Euler je izračunal to vsoto na 20 decimalnih števk z le nekaj členi Euler-Maclaurinove formule leta 1735:
1,64493406684822643647 ...
Neposredno izračun za takšno točnost drugače zahteva izračun vrednosti ogromno členov. Za {\displaystyle n=10^{9}\!\,} je na primer delna vsota točna le na 8 decimalnih mest:
| {\displaystyle 10^{n}\!\,} | {\displaystyle S_{n}\!\,}                     |
| -------------------------- | --------------------------------------------- |
| 0                          | 1                                             |
| 1                          | 1, 549767731166540690350214159737969261778785 |
| 2                          | 1,6 34983900184892865077169498180323766683321 |
| 3                          | 1,64 3934566681559803139058023822215589652103 |
| 4                          | 1,644 834071848059769806081833310310903537997 |
| 5                          | 1,6449 24066898226269805748503312691855647521 |
| 6                          | 1,64493 3066848726436305748499979391855885616 |
| 7                          | 1,64493 3966848231436472248499979358522885616 |
| 8                          | 1,6449340 56848226486472414999979358522552286 |
| 9                          | 1,64493406 5848226436972415166479358522552283 |

Vrednost, ki jo je izračunal, ga je verjetno prepričala, da je vsota enaka {\displaystyle \zeta (2)=\pi ^{2}/6\!\,}, kar je tudi istega leta dokazal. Njegov pristop je temeljil na metodah, ki tedaj niso bile upravičene, in je strogi dokaz podal leta 1741.

### Vsote s polinomi
Če je {\displaystyle f\!\,} polinom in {\displaystyle p\!\,} dovolj velik, potem člen ostanka postane enak 0. Za {\displaystyle f(x)=x^{3}\!\,} se lahko na primer izbere {\displaystyle p=2\!\,}, kar po poenostavitvi da:
{\displaystyle \sum _{i=0}^{n}i^{3}=\left({\frac {n(n+1)}{2}}\right)^{2}\!\,.}

### Približki integralov
Formula omogoča izračun približka končnega integrala. Naj sta {\displaystyle a<b\!\,} končni točki intervala integracije. Število točk za izračun približka naj je {\displaystyle N\!\,}, {\displaystyle h=(b-a)/(N-1)\!\,} pa odgovarjajoča velikost koraka. Naj bodo {\displaystyle x_{i}=a+(i-1)h\!\,} takšni, da velja {\displaystyle x_{1}=a\!\,} in {\displaystyle x_{N}=b\!\,}. Potem velja:
{\displaystyle {\begin{aligned}I&=\int _{a}^{b}f(x)\,\mathrm {d} x\\&\sim h\left({\frac {f(x_{1})}{2}}+f(x_{2})+\cdots +f(x_{N-1})+{\frac {f(x_{N})}{2}}\right)+{\frac {h^{2}}{12}}[f'(x_{1})-f'(x_{N})]-{\frac {h^{4}}{720}}[f'''(x_{1})-f'''(x_{N})]+\cdots \!\,.\end{aligned}}}
Na to se lahko gleda kot razširitev trapezoidnega pravila z vključitvijo členov popravkov. Ta asimtotična razširitev običajno ne konvergira – obstaja nek takšen {\displaystyle p\!\,}, odvisen od {\displaystyle f\!\,} in {\displaystyle h\!\,}, da členi za njim naraščajo zelo hitro. Zaradi tega je treba za člen ostanka v splošnem biti zelo previden.
Euler-Maclaurinova formula se rabi tudi za podrobno analizo napak in numerično kvadraturo. Pojasni nadrejeno izvedbo trapezoidnega pravila na gladkih periodičnih funkcijah in se rabi v določenih ekstrapolacijskih metodah. Clenshaw-Curtisova kvadratura je dejansko sprememba spremenljivk za izražanje poljubnega integrala s pomočjo integralov periodičnih funkcij, kjer je pristop z Euler-Maclaurinovo formulo zelo točen (v tem posebnem primeru dobi Euler-Maclaurinova formula obliko diskretne kosinusne transformacije). Ta tehnika je znana kot periodizirajoča transformacija.

### Asimptotična razširitev vsot
V kontekstu izračunavanja asimptotičnih razširitev vsot in vrst je običajno najbolj uporabna oblika Euler-Maclaurinove formule:
{\displaystyle \sum _{n=a}^{b}f(n)\sim \int _{a}^{b}f(x)\,\mathrm {d} x+{\frac {f(b)+f(a)}{2}}+\sum _{k=1}^{\infty }\,{\frac {B_{2k}}{(2k)!}}\left(f^{(2k-1)}(b)-f^{(2k-1)}(a)\right)\!\,,}
kjer sta {\displaystyle a\!\,} in {\displaystyle b\!\,} celi števili. Velikokrat razširitev ostane pravilna tudi v primeru limit {\displaystyle a\rightarrow -\infty \!\,} ali {\displaystyle b\rightarrow +\infty \!\,} ali oboje. V mnogih primerih se lahko integral na desni strani izračuna v sklenjeni obliki s pomočjo elementarnih funkcij, čeprav se vsota na levi ne da. Potem se lahko vsi členi v asimtotični vrsti izrazijo s pomočjo elementarnih funkcij. Na primer:
{\displaystyle \sum _{k=0}^{\infty }{\frac {1}{(z+k)^{2}}}\sim \underbrace {\int _{0}^{\infty }{\frac {1}{(z+k)^{2}}}\,\mathrm {d} k} _{=1/z}+{\frac {1}{2z^{2}}}+\sum _{t=1}^{\infty }{\frac {B_{2t}}{z^{2t+1}}}\!\,.}
Tu je leva stran enaka {\displaystyle \psi ^{(1)}(z)\!\,}, namreč funkcija poligama prvega reda, določena kot {\displaystyle \psi ^{(1)}(z)=(\mathrm {d} /\mathrm {d} z)^{2}(\log \Gamma (z))\!\,} – funkcija gama {\displaystyle \Gamma (z)\!\,} je enaka {\displaystyle (z-1)!}, kadar je {\displaystyle z\!\,} pozitivno celo število. To vodi do asimptotične razširitve za {\displaystyle \psi ^{(1)}(z)\!\,}. Ta razširitev po vrsti služi kot začetna točka za eno od izpeljav točnih ocen napak Stirlingove aproksimacije funkcije fakulteta.

#### Zgledi
Če je {\displaystyle s\!\,} celo število in {\displaystyle s>1\!\,}, sledi:
{\displaystyle \sum _{k=1}^{n}{\frac {1}{k^{s}}}\approx {\frac {1}{s-1}}+{\frac {1}{2}}-{\frac {1}{(s-1)n^{s-1}}}+{\frac {1}{2n^{s}}}+\sum _{i=1}{\frac {B_{2i}}{(2i)!}}\left[{\frac {(s+2i-2)!}{(s-1)!}}-{\frac {(s+2i-2)!}{(s-1)!n^{s+2i-1}}}\right]\!\,.}
Z zbirom konstant v vrednost Riemannove funkcije zeta se lahko zapiše asimptotična razširitev:
{\displaystyle \sum _{k=1}^{n}{\frac {1}{k^{s}}}\sim \zeta (s)-{\frac {1}{(s-1)n^{s-1}}}+{\frac {1}{2n^{s}}}-\sum _{i=1}{\frac {B_{2i}}{(2i)!}}{\frac {(s+2i-2)!}{(s-1)!n^{s+2i-1}}}\!\,.}
Za {\displaystyle s=2\!\,} se to poenostavi v:
{\displaystyle \sum _{k=1}^{n}{\frac {1}{k^{2}}}\sim \zeta (2)-{\frac {1}{n}}+{\frac {1}{2n^{2}}}-\sum _{i=1}{\frac {B_{2i}}{n^{2i+1}}}\!\,,}
ali:
{\displaystyle \sum _{k=1}^{n}{\frac {1}{k^{2}}}\sim {\frac {\pi ^{2}}{6}}-{\frac {1}{n}}+{\frac {1}{2n^{2}}}-{\frac {1}{6n^{3}}}+{\frac {1}{30n^{5}}}-{\frac {1}{42n^{7}}}+\cdots \!\,.}
Kadar je {\displaystyle s=1\!\,}, odgovarjajoča tehnika da asimtotično razširitev harmoničnih števil:
{\displaystyle \sum _{k=1}^{n}{\frac {1}{k}}\sim \gamma +\log n+{\frac {1}{2n}}-\sum _{k=1}^{\infty }{\frac {B_{2k}}{2kn^{2k}}}\!\,,}
kjer je {\displaystyle \gamma \approx 0,5772156649015328606065} Euler-Mascheronijeva konstanta.